# 越西站
越西站（羅馬化：Vyt Tuo Zhap）是峨广铁路上的车站，位于中华人民共和国四川省涼山彝族自治州越西县越城镇哈莫洛村。工程名曾为越西南站。2022年10月25日，本站定名为越西站，成昆铁路原越西站更名乃托站。2022年12月26日，越西站正式投入使用。

## 车站结构
越西站站房地上二层、局部地下一层，建筑面积约6000平方米。站房外立面设计融入越西五里牌元素和彝族特色。候车室最高聚集人数400人。越西站站场规模2台6线。
| 北↑ |      | 峨广铁路货车到发线                   |  |
| 5道 |      | 峨广铁路货车到发线                   |  |
|     | 岛式 |                                      |  |
| 3道 | 2    | 峨广铁路到发线                       |  |
| Ⅰ道 |      | （曼滩站）峨广铁路下行正线（安洛站） |  |
| Ⅱ道 |      | （曼滩站）峨广铁路上行正线（安洛站） |  |
| 4道 | 1    | 峨广铁路到发线                       |  |
|     | 侧式 |                                      |  |
| 西↓ | 站房 |                                      |  |